# Хартфордширский полк
Хартфордширский полк (англ. Hertfordshire Regiment) — британский полк линейной пехоты из Резерва Британской армии. Ведёт своё происхождение от Стрелков-добровольцев, появившихся в 1859 году. Участвовал во Второй англо-бурской войне и обеих мировых войнах. Расформирован официально в 1961 году. Его правопреемником в настоящее время является Королевский Английский полк.

## История

### До 1908 года
Хартфордширский полк ведёт своё происхождение от Корпуса стрелков-добровольцев XIX века. Эти подразделения стали появляться в Великобритании после обострения британско-французских отношений, вызванных австро-итало-французской войной. В Хартфордшире роты стрелков-добровольцев стали объединяться в два отдельных административных батальона Хартфордширских стрелков-добровольцев. В 1880 году подразделения были преобразованы в два батальона: 1-й и 2-й Хартфордширский стрелковый добровольческий корпуса. Через год после реформ Чайлдерса у графства больше не было своего полка, а два Хартфордширских стрелковых корпуса были включены в состав соседнего Бедфордширского полка, куда набирали добровольцев из Хартфордшира. В 1887 году два подразделения были переименованы в 1-й и 2-й (Хартфордширские) добровольческие батальоны. Хотя добровольческие батальоны непосредственно не участвовали в боевых действиях, во время Второй англо-бурской войны из 2-го батальона в Южную Африку были отправлены три роты для активной службы (всего в годы войны 279 хартфордширцев несли службу).

### 1908—1919
В 1908 году в Британской армии снова прошли реформы, после которых Добровольческие силы объединились с Йоменством, и на их основе были созданы Территориальные силы Великобритании из 14 пехотных дивизий, готовых к мобилизации в случае войны. Два батальона хартфордширцев были объединены в один Хартфордширский батальон Бедфордширского полка (англ. Hertfordshire Battalion, The Bedfordshire Regiment). Через год батальон стал отдельным 1-м батальоном Хартфордширского полка, хотя всё ещё был непосредственно связан с Бедфордширским полком, будучи одновременно и 2-м Бедфордширским территориальным батальоном. Во время Первой мировой войны Территориальные силы расширились, и в состав Хартфордширского полка вошли ещё три батальона. Первый батальон стал называться 1/1-м (первым дробь первым), ещё три батальона получили соответствующие номера 2/1-го, 3/1-го и 4/1-го. Только 1/1-й батальон служил за границей, остальные несли службу на территории Великобритании.

#### 1/1-й батальон
В начале войны этот батальон располагался в Хартфорде, его командиром был подполковник Томас Бранд. 6 ноября 1914 1/1-й батальон был включён в Британского экспедиционного корпуса во Франции, приняв участие в боях в конце первой битвы при Ипре. Большую часть времени батальон был в окопах. Спустя месяц его включили в 4-ю гвардейскую пехотную бригаду 2-й пехотной дивизии, после чего стали и вовсе называть «Хартфордширскими гвардейцами» или «Хартфордширской гвардией» (англ. Hertfordshire Guards), а сам батальон унаследовал некоторые атрибуты гвардейских подразделений (в том числе и нумерацию своих рот). В январе 1915 года командование батальоном принял на себя подполковник Крофт, и в следующем месяце батальон поддерживал Ирландскую гвардию (1-й батальон) и Колдстримскую гвардию (3-й батальон) во время закрепления на позициях в Кюенши. В мае батальон участвовал в , обеспечивая продвижение Ирландской гвардии под тяжёлым артиллерийским обстрелом. 19 августа 1915 батальон перешёл под командование уже 6-й пехотной бригады во время битвы при Лосе. 27 сентября батальон вместе с 1-м батальоном Его Величества ливерпульского полка должен был атаковать позиции под Кюени, но из-за сорвавшейся газовой атаки наступление на позиции было отменено.
Большую часть зимы батальон провёл в Артуа, неся службу как в окопах, так и в резерве. В феврале 1916 года Крофт возглавил бригаду, а подполковник Пейдж, кавалер ордена «За выдающиеся заслуги», принял командование батальоном: в то время 1/1-й батальон уже был включён в состав 118-й бригады 39-й пехотной дивизии. Батальон участвовал в битве на Сомме: 14 октября 1916 он поддерживал 1/1-й батальон Кембриджширского полка и 4/5-й батальон Чёрной стражи. В конце битвы, в сражении на реке Анкр Хартфордширский полк добился значительного успеха: утром 13 ноября под прикрытием тумана и тяжёлой артиллерии он прорвал Ганзейскую оборонительную линию, продвинувшись на 1600 ярдов, выполнив все приказы командования и захватив в плен 250 немецких солдат и девять пулемётов. Позицию он удерживал до следующей ночи. В ходе рейда погибли 7 офицеров и 150 солдат батальона.
Первую половину 1917 года батальон провёл на позициях вдоль реки Иперле. В июле он стал готовиться к очередному бою, который вошёл в историю как Битва при Пашендейле или Третья битва на Ипре. 31 июля 1917 39-я дивизия продвинулась к хребту Пилькем. 1/1-й батальон был задействован в третьей фазе операции. Продвигаясь через Стенбек к линии Лангемарка, батальон понёс огромные потери от пулемётного огня противника. Достигнув заграждений из колючей проволоки, выжившие британские солдаты увидели, что артиллерия не разрушила это заграждение, и срочно отступили назад под тяжёлым огнём противника в условиях постоянных контратак. Ни один офицер не остался боеспособным: 11 из них (в том числе командир) погибли, 459 солдат других воинских званий были ранены. Подполковник Филлипс принял командование батальоном, занявшись пополнением личного состава. До конца года батальон продолжил играть периферийную роль во время боёв на Ипре.
В начале 1918 года батальон был переведён в состав 116-й бригады, которая была в резерве под Амьеном. После начала весеннего наступления немецких войск в рамках операции «Михаэль» 21 марта 116-я бригада была отправлена на помощь 16-й ирландской пехотной дивизии. В ходе последующих боёв 5-я британская армия начала отступать, а один из командующих был захвачен в плен. Разгром 39-й дивизии привёл её фактическому преобразованию в бригаду, а Хартфордширский полк в лице 1/1-го батальона был объединён с 11-м батальоном Королевского сассекского полка в один новый батальон. Новому батальону пришлось отражать немецкие атаки во время битвы на Лисе. 1/1-й батальон Хартфордширского полка, состоявший в 112-й бригаде 37-й пехотной дивизии, в мае был пополнен ещё 30 офицерами и 650 солдатами из 6-го батальона Бедфордширского полка, а командовать батальоном был назначен подполковник Картью, кавалер Военного креста. 23 августа батальон отправился на штурм Ашье-ле-Гран, а 5 сентября командование принял подполковник Хесельтон, кавалер ордена «За выдающиеся заслуги». Спустя 13 дней батальон участвовал в битве за линию Гинденбурга, 8 октября сражался при Камбре и преследовал немцев вплоть до реки Селль. 4 ноября 1918 состоялся последний бой с участием 1/1-го батальона Хартфордширского полка, когда британцы заняли лес Мормаль.
Батальон пребывал в резерве в день подписания Компьенского перемирия, положившего конец боевым действиям, и оставался во Франции вплоть до демобилизации в апреле 1919 года.

#### 2/1-й батальон
Сформирован в Хартфорде в сентябре 1914 года для подготовки добровольцев для 1/1-го батальона. Нёс воинскую службу как подразделение обороны Британских островов. Включён в январе 1915 года в состав 207-й (2-й ист-мидлендской) бригады при 69-й (2-й восточноанглийской) дивизии в Ньюмаркете, Саффолк, в июне 1916 года переведён в Харрогейт. 20 сентября 1917 расформирован в Карбёртоне.

#### 3/1-й батальон
Сформирован в Хартфорде в декабре 1914 года. Переведён в Гальтон-Парк в октябре 1915 года, переименован в 1-й резервный батальон. 11 июля 1917 объединён с 5-м батальоном резерва Бедфордширского полка.

#### 4/1-й батальон
Сформирован в Тетфорде в ноябре 1915 года из половины личного состава 2/1-го батальона, укомплектован составом 3/1-го батальона. Состоял в 206-й (2-й эссекской) бригаде. В июле 1916 года переведён в Харрогейт, затем в апреле 1917 года в Уэлбек, где расформирован в августе того же года.

### 1920—1939
В 1920 году Территориальные силы были преобразованы в Территориальную армию, и 1-й батальон был расквартирован в Хартфорде. Бедфордширский полк был переименован в Бедфордширский и Хартфордширский полк, чтобы отметить связь с обоими графствами, но 1-й батальон сохранил свою идентичность. О воинской славе батальона так много говорили в межвоенное время, что покровителем и почётным полковником батальона в 1938 году была назначена королева Елизавета. В марте 1939 года после обострения внешнеполитической ситуации в континентальной Европе батальон снова был приведён в полную боевую готовность, а в августе был сформирован батальон резерва для пополнения состава 1-го батальона.

### 1939—1945

#### 1-й батальон
1-й батальон Хартфордширского полка был мобилизован в октябре 1939 года как часть 162-й восточно-мидлендской пехотной бригады при 54-й восточноанглийской пехотной дивизии в составе береговой обороны Великобритании. Свои обыденные обязанности он исполнял до марта 1943 года, пока не поступило сообщение об отправке батальона в континентальную Европу. 22 апреля он прибыл в Гибралтар вместе со своим командиром, подполковником Дж. У. Х. Питерсом, кавалером Военного креста. Батальон пробыл более года в Гибралтаре, занимаясь в основном тренировками, пока его в июле 1944 года не отправили в Италию, где тот был включён в состав 66-й пехотной бригады и стал частью 1-й пехотной дивизии. На фронт батальон прибыл 19 августа в расположение 6/13-х передовых стрелковых сил к северо-востоку от Флоренции.31 августа батальон двинулся в сторону Фьезоле, зачистив соседнюю деревню от противника к полуночи. 2 сентября батальон двинулся к северу города в рамках операции «Стрела-указатель» (англ. Arrow Route), заставляя противника оставить позиции и уйти с Готской линии. 14 сентября батальон принял участие в организации первого прорыва оборонительной линии: после усиленной артподготовки и поднявшихся клубов дыма две роты обошли с правого фланга немецкий укреплённый район и заняли Поджо-Префетто, удерживая его сколько возможно. На левом фланге подобную же активность проявляли американцы, так же далеко продвинувшись.
Следующей ночью продвижение войск продолжилось, и батальон был вовлечён в операции по зачистке горной местности, сыграв роль в захвате Монте-Гамберальди. Временно батальон сняли с фронта для восстановления боеспособности, после чего вернули на фронт в середине октября для захвата Монте-Чеко. В ноябре 1-я пехотная дивизия отправилась в район к югу от Болоньи, а Хартфордширский полк вступил в бои с немецкими парашютистами. Наступление зимы привело к приостановке боевых действий на фронте. Батальон в январе 1945 года вынужден был покинуть Италию, а дивизия вернулась на побережье Восточного Средиземноморья.

#### 2-й батальон
2-й батальон был образован на основе 1-й и 2-й рот 1-го батальона Хартфордширского полка. Он был включён в 162-ю пехотную бригаду 54-й восточноанглийской дивизии, как и 1-й батальон, и до конца 1942 года нёс службу на Британских островах. В июле 1943 года батальон начал готовиться к возможной высадке в Европе и стал пехотным элементом так называемых «пляжных групп». Эти группы должны были обеспечивать защиту и связь на пляжах, на которых союзники планировали совершить высадки. В состав батальона вошли специалисты из других видов войск: отряды зенитной артиллерии и разведчиков на аэростатах (общая численностью до 5 тысяч человек). 2-й батальон Хартфордширского полка был включён в 9-ю пляжную группу, а командир батальона, подполковник Дж. Р. Харпер был назначен командиром всей группы.
Высадка в Нормандии, известная как операция «Оверлорд», началась 6 июня 1944. На пляж «Голд», а именно в секторы KING и LOVE, высадку проводили две бригады 50-й нортумбрийской пехотной дивизии. Утром того дня батальон высадился в ходе четвёртой волны атаки и начал сражаться вплоть до глубокой ночи. Он очистил позиции около Во при поддержке зенитных орудий Bofors. В течение следующих дней батальон помогал Корпусу королевских инженеров разминировать пляж и увозить оттуда припасы. Несмотря на желание и надежду Харпера продолжить бои с этим батальоном, 17 августа он был расформирован, и солдат отправили по другим частям. На месте высадки батальона был установлен памятник.

### 1945—1961

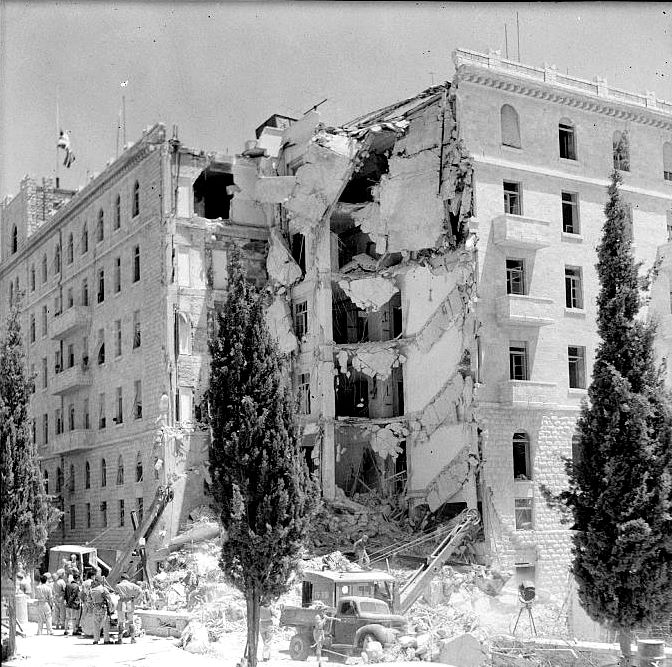
Разрушенная взрывом гостиница «Царь Давид»

31 января 1945 года 1-й батальон прибыл в Хайфу, где долгое время проводил восстановительные мероприятия. Несмотря на завершившуюся в Европе войну, положение дел в Британской Палестине ухудшалось, и сионистские организации готовили антибританское восстание. Батальону пришлось вести бои и подавлять вооружённые выступления сионистов. Хартфордширский полк начал проводить операции в окрестностях Тверии с целью предотвращения подрывов железных дорог и разгрома вражеских ячеек. В ноябре 1-й батальон был включён в состав 6-й воздушно-десантной дивизии и переподчинён подполковнику Х.К.Р. Хоузу. Службу батальон продолжил в течение всего 1946 года и отметился участием в спасении персонала гостиницы «Царь Давид» после прогремевшего взрыва. Позднее батальон был включён во 2-ю парашютную бригадную группу для участия в операции «Шарк» по поиску и нейтрализации опасных лиц, которая началась 30 сентября. В ходе операции были задержаны 787 человек, раскрыты пять подпольных оружейных складов, конфискованы 176 единиц стрелкового оружия, 4 тяжёлых пулемёта и 23 миномёта. В ноябре 1946 года батальон прибыл в Каир, где был расформирован окончательно.
В 1947 году Территориальная армия была преобразована, и каждый полк уменьшился в размерах до одного батальона, в результате чего 2-й батальон стал фактически тем самым 1-м. В ноябре 1960 года правительство снова объявило о реструктуризации Территориальной армии, и через год 1-й батальон Хартфордширского полка объединился с 5-м батальоном Бедфордширского полка, в результате чего появился Бедфордширский и хартфордширский полк Территориальной армии. В 1967 году после очередных объединений и роспусков воинских подразделений традиции Хартфордширского полка унаследовал Королевский Английский полк, а именно его 3-й батальон.
Знамя Хартфордширского полка находится сейчас в Церкви Всех Святых в Хартфорде. Рядом с церковью установлен памятник павшим в Первую мировую войну солдатам полка, архитектором которого был сэр Реджинальд Блумфилд. На памятнике перечислены имена погибших.

## Почести
Полк награждён следующими боевыми почестями, отмеченными на знамени полка:
- South Africa 1900-02

| - Ypres 1914, ‘17 - Nonne Bosschen - Festubert 1915 - Loos - Somme 1916, ‘18 - Ancre Heights - Ancre 1916 - Pilckem - Menin Road - Passchendaele - St. Quentin | - Rosières - Lys - Kemmel - Albert 1918 - Bapaume 1918 - Hindenberg Line - Havrincourt - Cambrai 1918 - Selle - Sambre - France and Flanders 1914-18 |  |

Вторая мировая война:

| - Normandy Landing - North-West Europe 1944 - Montorsoli - Gothic Line | - Monte Beraldi - Monte Ceco - Monte Grande - Italy 1944-45 |  |

## Кресты Виктории
В Хартфордширском полку служили два кавалера Крестов Виктории, оба из 1/1-го батальона, оба награждены за службу в Первой мировой войне.
- Капрал Альфред Александр Бёрт[англ.]: отличился 27 сентября 1915 в Кюенши[англ.][37]
- Второй лейтенант Франк Эдвард Янг[англ.]: отличился 18 сентября 1918 к юго-востоку от Авренкура[англ.], награждён посмертно[38].

## Мемориал
Местный совет местечка Сен-Жюльен в Бельгии получил разрешение на возведение памятника полку на том месте, где 1/1-й батальон был атакован 31 июля 1917. Памятник собираются открыть к 100-летию третьей битвы при Ипре.